# Jumpblues

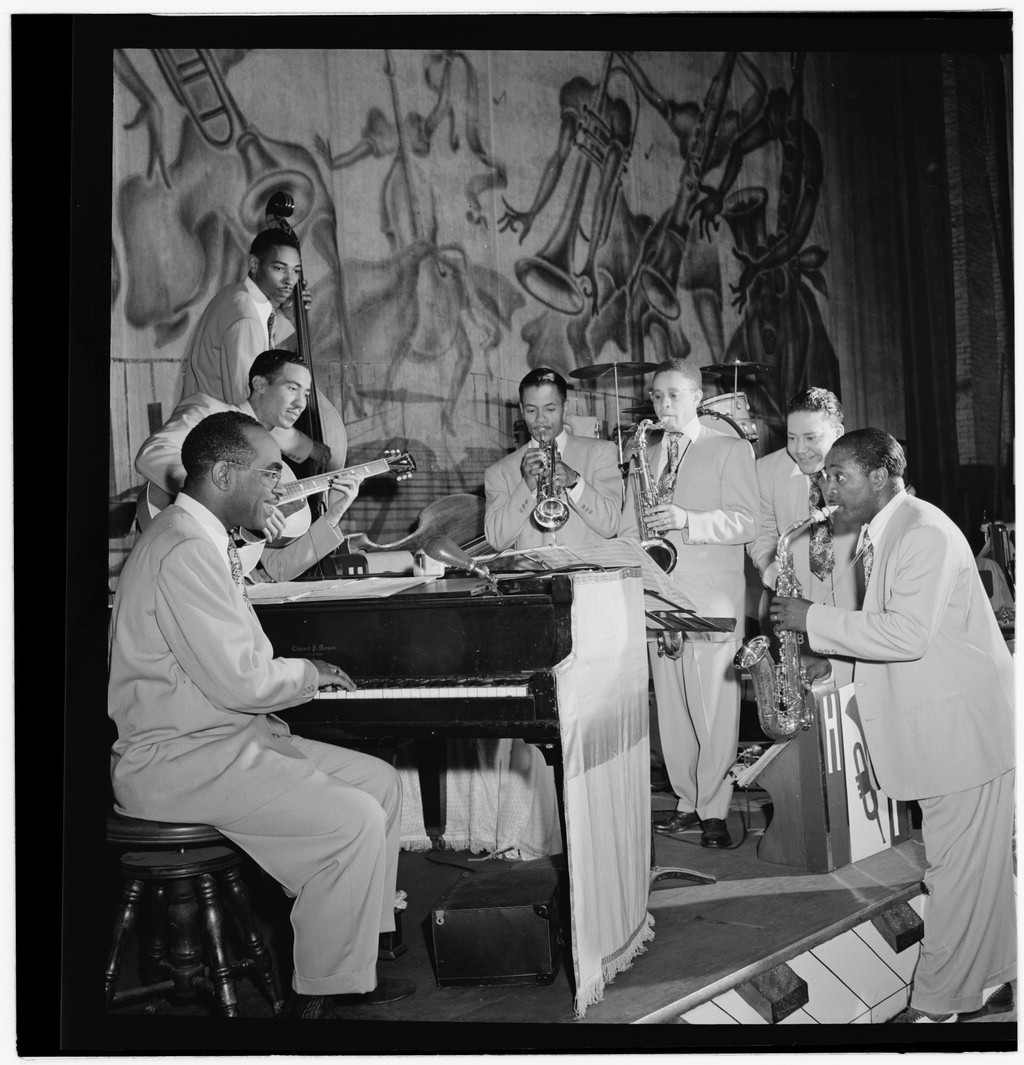
Louis Jordan (rechts) met de Tympany Five, New York, ca. 1947. William P. Gottlieb Collection

Jumpblues is een 'uptempo' bluesstijl, meestal gespeeld door kleine groepen en met hoorninstrumenten. Het was populair in de jaren 1940 en was een voorloper van rhythm-and-blues en rock-'n-roll. Jumpblues werd ook rocking blues genoemd. De waardering voor jumpblues werd in de jaren 1990 hernieuwd als onderdeel van de swing-revival.

## Geschiedenis
Jumpblues is ontstaan uit de muziek van bigbands als die van Lionel Hampton en Lucky Millinder. Deze bands van de vroege jaren 1940 produceerden muzikanten zoals Louis Jordan, Jack McVea, Earl Bostic en Arnett Cobb. Volgens een nieuwsbericht uit 1993 waarin andere artiesten werden genoemd die dit genre speelden, zoals Roy Brown, Amos Milburn en Joe Liggins, evenals de saxofoonsolisten Jack McVea, Big Jay McNeely en Bull Moose Jackson, was Louis Jordan veruit de meest populaire van de jumpbluessterren. De meest opwindende singles waren volgens deze bron Saturday Night Fish Fry van Louis Jordan, Good Rockin' Tonight van Roy Brown en Deacon's Hop van Big Jay McNeely.
Blues en jazz maakten deel uit van dezelfde muzikale wereld, met veel ervaren muzikanten die beide genres bestrijken. 
Jordans rauwe opnamen met The Tympany Five, die tegelijkertijd met de boogie-woogie-revival ontstond, omvatten Saturday Night Fish Fry, een van de eerste met een vervormde elektrische gitaar. Veel bronnen beschrijven deze opname als jumpblues, omdat het zijn luisteraars letterlijk deed springen op zijn pulserende beat, aldus NPR. Minstens twee andere nummers van Jordan worden als jumpblues beschouwd, namelijk Caldonia en Choo Choo Ch'Boogie.
Lionel Hampton nam in 1942 het stampende bigband-bluesnummer Flying Home op. Jumpblues was vooral populair in de late jaren 1940 en vroege jaren 1950 via artiesten als: Louis Jordan, Big Joe Turner, Roy Brown, Charles Brown, Helen Humes, T-Bone Walker, Roy Milton, Billy Wright, Wynonie Harris, Wynona Carr, Louis Prima, en Sonny Terry en Brownie McGhee.
Jumpblues wordt gezien als een van de belangrijkste voorlopers van de rock-'n-roll.